# Achilles Last Stand
"Achilles Last Stand" é uma canção da banda britânica de rock Led Zeppelin. Contida em seu sétimo álbum de estúdio Presence. Lançada em 31 de março de 1976, a canção abre o álbum Presence. Ela foi escrita por Jimmy Page e Robert Plant na casa de Page, em Malibu, Califórnia, onde permaneceram por um mês enquanto Plant se recuperava dos ferimentos que sofreu em um acidente de carro na Grécia em 1975. A canção foi então gravada na Musicland Studios em Munique, Alemanha.

## Visão geral
Com 10 minutos e 25 segundos de duração, "Achilles Last Stand" é a terceira canção mais longa da banda, atrás apenas de "In My Time of Dying" com 11:06 e "Carouselambra" com 10:34. É famosa pelo poderoso som de bateria de John Bonham, o galopante baixo de John Paul Jones (tocado em uma custom-built Alembic de oito cordas) e o overdub de arranjo de orquestra de Jimmy Page na guitarra (as faixas de guitarra foram gravadas em Munique em uma única sessão). Page aplica o vari-speed para acelerar alguns overdubs de guitarra, sendo uma das poucas vezes que ele utilizou esse dispositivo no estúdio para músicas do Led Zeppelin.

## Crédito
- Robert Plant - vocais
- Jimmy Page - guitarra
- John Paul Jones - baixo de oito cordas
- John Bonham - bateria

## Ligações Externas
- «Página oficial do Led Zeppelin» (em inglês)